# ナイフ博物館
ナイフ博物館（ナイフはくぶつかん）とは、岐阜県関市にある企業博物館である。

## 概要
ナイフの製造会社であるガーバー・サカイが運営するナイフに関する博物館である。1987年（昭和62年）9月26日開館。
自社製ナイフの他、世界各地のナイフ、珍しいナイフ、貴重なナイフ等を展示する。
屋外には全長5.1m、総重量600㎏の巨大なロックナイフ（通称「ガリバーナイフ」）が展示してある。
岐阜県まちかど美術館・博物館に登録されている。

## 利用案内
- 住所：岐阜県関市平賀7丁目3
- 開館時間：10:00 - 16:00
- 休館日：土日祝日、お盆、年末年始
- 入館料：無料

## 公共交通機関
- 長良川鉄道越美南線 関富岡駅より徒歩で約25分。

## 周辺施設
- 中濃自動車学校
- 関市立富岡小学校

## 運営会社
株式会社ジー・サカイおよびガーバー・サカイ株式会社は、ともに岐阜県関市志津野2081番地に所在する企業。前者はブランド・販売、後者は製造・販売を担当する。
1947年（昭和22年）、「坂井刃物製作所」として創業。1978年（昭和53）5月に株式会社化した。1987年（昭和62年）にナイフ博物館を設立。1992年（平成4年）、当時最新鋭の製造機械導入を機に、現在の所在地へと移転した。創業当初から日本国外向けとしてポケットナイフの製造を手がけ、その後OEMでの製造を担当した折り畳みナイフ製品が世界で好評を博す。
G・SAKAIの商品は、猫をモチーフにしたオリジナルブランド「NYAIFE（ニャイフ）」を含むキッチンツール「HAPPY」、ブレードの鋼材にこだわった「COOL」、「H1鋼」を使用した錆に強いナイフを展開する「OUTDDOR」の3つのプロダクトとなっている。